# Масимино
Масимино (итал. Massimino) је насеље у Италији у округу Савона, региону Лигурија.
Према процени из 2011. у насељу је живело 104 становника. Насеље се налази на надморској висини од 535 м.

## Становништво
Према резултатима пописа становништва 2011. у општини је живело 121 становника.
| 1936. | 1951. | 1961. | 1971. | 1981. | 1991. | 2001. | 2011. |
| ----- | ----- | ----- | ----- | ----- | ----- | ----- | ----- |
| 358   | 353   | 297   | 247   | 183   | 151   | 130   | 121   |